# Jind (Stadt)
Jind (Hindi जींद Jīnd) ist eine Stadt (Municipal Council) im nordwestindischen Bundesstaat Haryana.
Die Stadt liegt in der Gangesebene auf einer Höhe von 226 m 115 km nordwestlich der Bundeshauptstadt Neu-Delhi. Jind ist Verwaltungssitz des gleichnamigen Distrikts. Die Stadt hatte beim Zensus 2011 167.592. Die Hindus stellen mit 96 % die größte religiöse Gruppe in Jind.
Die nationale Fernstraße NH 71 verbindet Jind mit dem 110 km nordnordwestlich gelegenen Sangrur und dem 50 km südöstlich gelegenen Rohtak. Weitere Fernstraßen führen zu den größeren Städten im Umkreis. Die Stadt Jind ist an das Eisenbahnnetz Indiens angeschlossen.
Eine Touristenattraktion in Jind bildet der See Rani Talab mit dem darin gelegenen Bhuteshwar-Tempel.
In Jind befindet sich außerdem der Campus des Jind Institute of Engineering and Technology (JIET).

## Geschichte
Die Stadt war kurzzeitig, zwischen 1763 und 1776, die Hauptstadt des Fürstenstaats Jind.

## Klima
Das Klima in Jind wird als lokales Steppenklima bezeichnet. In den Monsunmonaten Juli, August und September fallen die meisten Niederschläge. Der durchschnittliche Jahresniederschlag beträgt 536 mm. Die Jahresmitteltemperatur liegt bei 24,9 °C.
|                       | Jan  | Feb  | Mär  | Apr  | Mai  | Jun  | Jul  | Aug  | Sep  | Okt  | Nov  | Dez  |   |      |
| Mittl. Tagesmax. (°C) | 21,3 | 24,9 | 30,6 | 36,7 | 40,9 | 40,7 | 36,0 | 34,2 | 34,7 | 33,4 | 29,1 | 23,9 | ⌀ | 32,2 |
| Mittl. Tagesmin. (°C) | 6,4  | 8,9  | 13,8 | 19,2 | 24,5 | 27,3 | 26,6 | 25,5 | 23,8 | 17,3 | 10,8 | 7,2  | ⌀ | 17,6 |
|                       |      |      |      |      |      |      |      |      |      |      |      |      |   |      |
| Niederschlag (mm)     | 19   | 10   | 8    | 1    | 6    | 32   | 144  | 178  | 106  | 24   | 4    | 4    | Σ | 536  |

| 6,4 |

| 8,9 |

| 13,8 |

| 19,2 |

| 24,5 |

| 27,3 |

| 26,6 |

| 25,5 |

| 23,8 |

| 17,3 |

| 10,8 |

| 7,2 |

| 6,4 |

| 8,9 |

| 13,8 |

| 19,2 |

| 24,5 |

| 27,3 |

| 26,6 |

| 25,5 |

| 23,8 |

| 17,3 |

| 10,8 |

| 7,2 |

## Persönlichkeiten
- Yuzvendra Chahal (* 1990), Cricketspieler